# Diagnostický druh

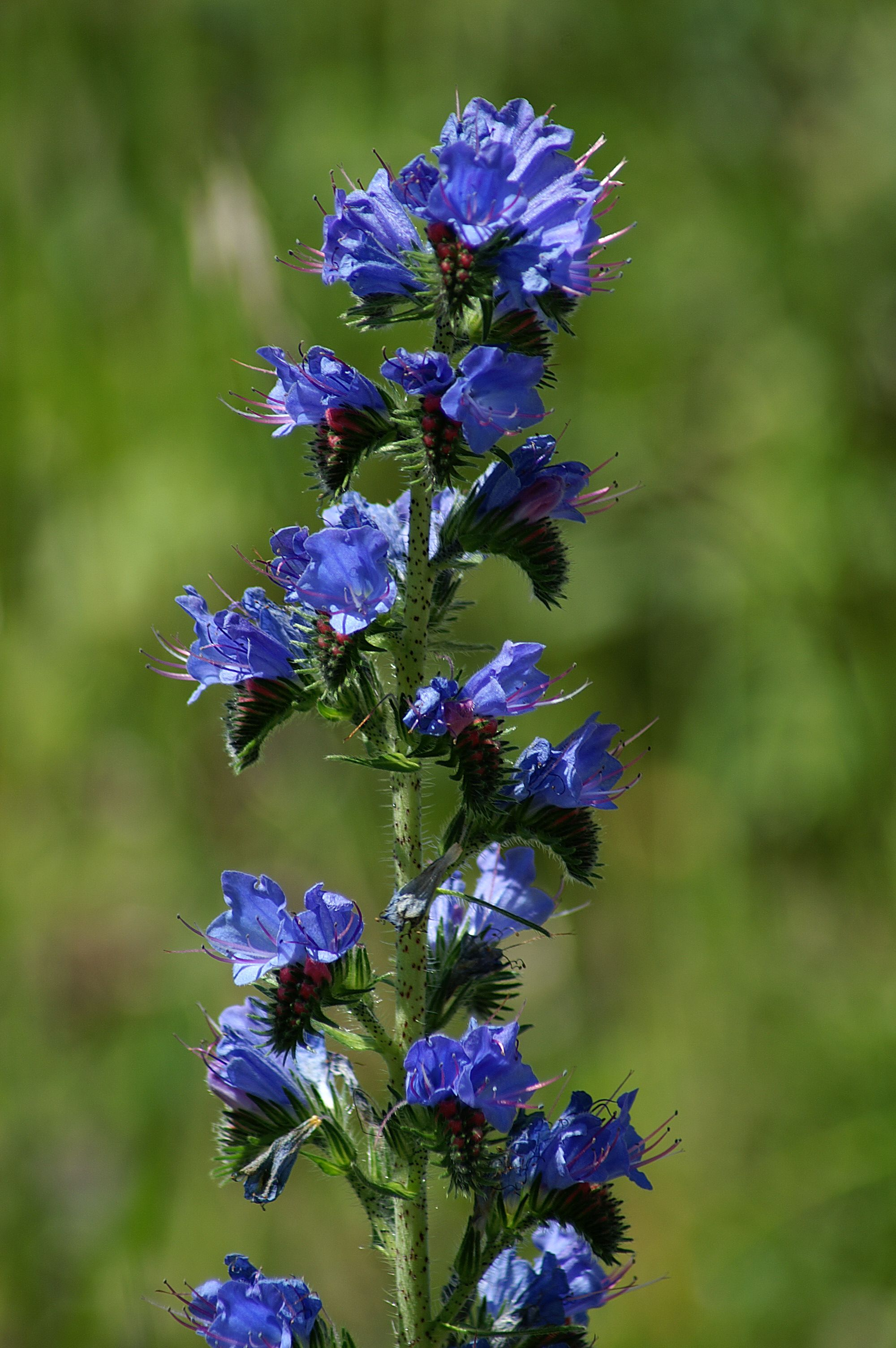
Hadinec obecný, jeden z diagnostický druhů
svazu Alysso-Festucion pallentis

Diagnostický druh je pojem z fytocenologie, nauky o složení vegetace na různých stanovištích. Slouží k rozlišení jednotlivých klasifikačních jednotek (syntaxonů) při zařazování primárních a stabilizovaných sekundárních rostlinných společenstev do jednotlivých úrovní (ranků), např. do asociací, svazů, řádů a tříd.
Jsou to druhy s úzkou ekologickou amplitudou, rostou jen na vyhraněných místech. Na základě jejich výskytů lze zkoumanou plochu zařadit do daného typu rostlinného společenstva a tím ji popsat a určit její ekologickou charakteristiku. Vyskytují se hlavně v daném biotopu, zatímco ve většině jiných jsou vzácné nebo chybějí. Za diagnostické druhy jsou považovány takové, které jsou určitému rostlinnému společenstvu věrné a vyskytují se v něm s vysokou pravděpodobností. Diferencují mezi dvěma nebo více příbuznými typy společenstev a pomáhají vylišit jednotlivé asociace.
Při stanovení valuty diagnostického druhu záleží na určení měřítka. Použitím přísnějších kritérií dostaneme sice méně, ale zato dobře definované druhy. Při mírnějších kritériích se může jeden druh jevit jako diagnostický pro více jednotek.